# 訃報 1998年12月
訃報 1998年12月（ふほう 1998ねん12がつ）では、1998年（平成10年）12月中に物故した、又は物故が報じられた人物についてまとめる。

## （1日 - 15日）

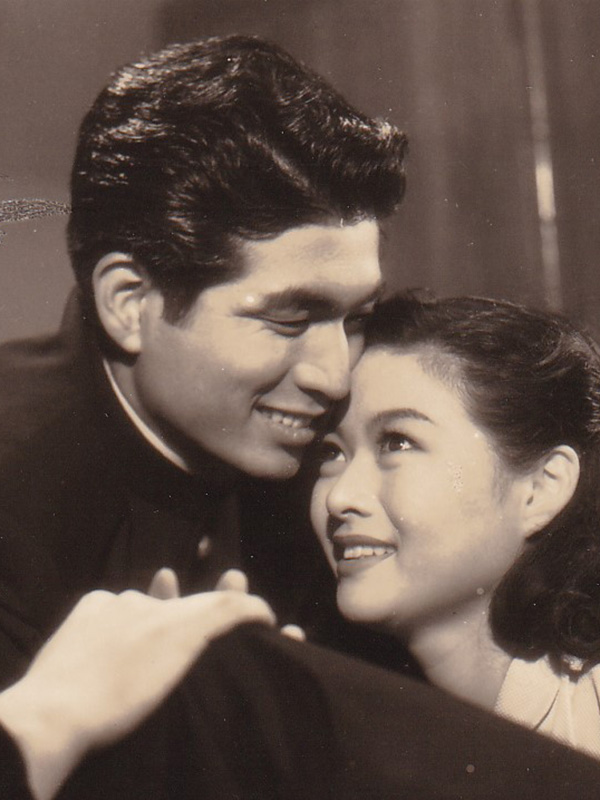
中山昭二（左）／12月1日没

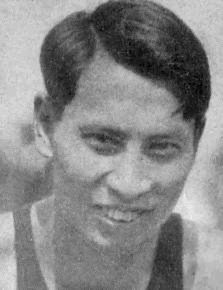
織田幹雄／12月2日没

- 12月1日 - 中山昭二、俳優（* 1928年）
- 12月2日 - 織田幹雄、陸上選手（* 1905年）
- 12月3日 - 小金井道宏、徳間書店顧問（* 1934年）
- 12月5日 - 藤井治彦、英文学者（* 1935年）
- 12月6日 - セザール・バルダッチーニ、彫刻家・現代美術家（* 1921年）
- 12月6日 - 山下耕作、映画監督（* 1930年）
- 12月8日 - ヒデ夕樹、アニソン歌手（* 1940年）
- 12月9日 - 若山彰、歌手（* 1927年）
- 12月12日 - 隅谷正峯、刀工（* 1921年）
- 12月13日 - 久保木修己、宗教家（* 1931年）

## （16日 - 31日）

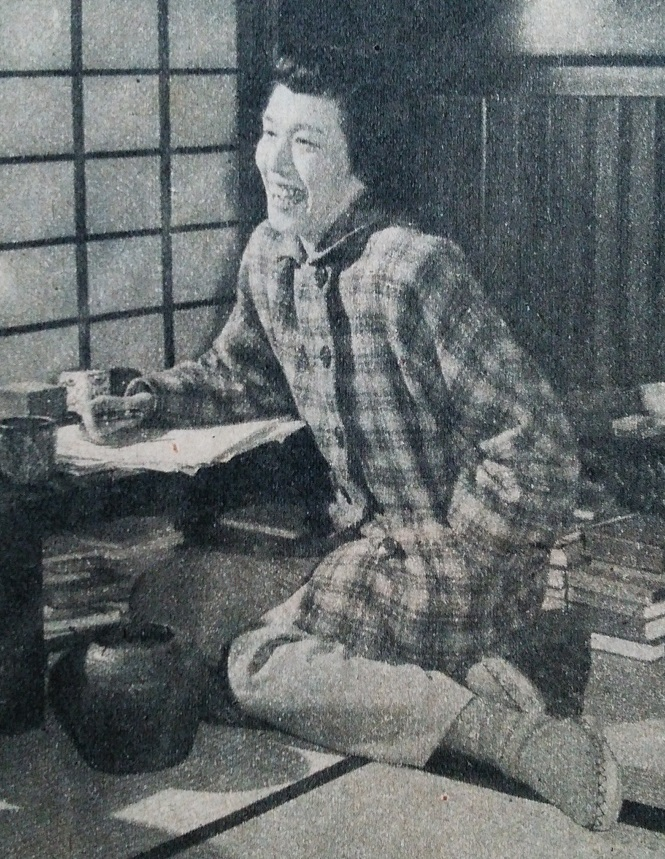
白洲正子／12月26日没

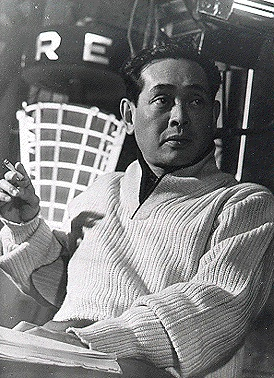
木下惠介／12月30日没

- 12月16日 - 五十嵐富夫、歴史家（* 1916年）
- 12月26日 - 白洲正子、作家・白洲次郎夫人（* 1910年)
- 12月27日 - 森乃福郎、上方噺家・タレント（* 1935年）
- 12月28日 - ロバート・ローゼン、理論生物学者（* 1934年）
- 12月29日 - ロベール・ギラン、ジャーナリスト（* 1908年)
- 12月30日 - 木下惠介、映画監督・脚本家（* 1912年）